# 태백시의회
태백시의회는 강원특별자치도 태백시 지역을 관할하는 기초의회이다.